# Tangente
Eine Tangente (von lateinisch: tangere ‚berühren‘) ist in der Geometrie eine Gerade, die eine gegebene Kurve in einem bestimmten Punkt berührt. Beispielsweise ist die Schiene für das Rad eine Tangente, da der Auflagepunkt des Rades ein Berührungspunkt der beiden geometrischen Objekte, Gerade und Kreis, ist. Tangente und Kurve haben im Berührungspunkt die gleiche Richtung. Die Tangente ist in diesem Punkt die beste lineare Näherungsfunktion für die Kurve.
Besonders einfach sind die Verhältnisse beim Kreis: Alle Geraden können bezüglich ihrer Lage zu einem Kreis unterschieden werden in Sekanten, Tangenten und Passanten – je nachdem, ob sie mit dem Kreis zwei Punkte, einen oder gar keinen Punkt gemeinsam haben. Die Kreistangente berührt den Kreis also in genau einem Punkt. Sie steht dort senkrecht auf dem zu diesem Punkt gehörenden Berührungsradius.
Auch im allgemeinen Fall steht die Tangente senkrecht auf dem zum Berührungspunkt gehörenden Radius des Krümmungskreises, sofern dieser existiert. Sie kann aber mit der Ausgangskurve noch weitere Punkte gemeinsam haben. Ist ein weiterer Punkt (der Ausgangskurve oder einer anderen Kurve) ebenfalls Berührpunkt, so spricht man von einer Bitangente.

## Tangente in der Analysis

Graph einer Funktion mit eingezeichneter Tangente an einem Punkt. Diese Abbildung zeigt, dass die Tangente mehr als einen gemeinsamen Punkt mit dem Graphen haben kann.
Graph der Funktion
Tangente

Funktion mit senkrechter Tangente (rot)

Ist die gegebene Kurve der Graph einer reellen Funktion {\displaystyle f}, dann ist die Tangente {\displaystyle t} im Punkt {\displaystyle P(x_{0}|f(x_{0}))} die Gerade, die dort die gleiche Steigung wie die Kurve hat. Die Steigung {\displaystyle m_{t}} der Tangente {\displaystyle t} ist also gleich der ersten Ableitung von {\displaystyle f} an der Stelle {\displaystyle x_{0}}: {\displaystyle m_{t}=f'(x_{0})}. Die Gleichung der Tangente {\displaystyle t} ist somit:.
{\displaystyle y\,=\,f(x_{0})+f'(x_{0})\cdot (x-x_{0})}
(siehe auch: Punktsteigungsform).
Die Tangente entspricht der besten linearen Näherung für die Funktion {\displaystyle f} an der Stelle {\displaystyle x_{0}}:
{\displaystyle f(x)\,\approx \,f(x_{0})+f'(x_{0})\cdot (x-x_{0})} für {\displaystyle x\,\approx \,x_{0}}
Eine Tangente kann in der Regel nur existieren, wenn die zugrunde liegende Funktion an dieser Stelle differenzierbar ist (vergleiche dazu aber auch Tangenten in der endlichen Geometrie).
Ein einfaches Gegenbeispiel:
Die Betragsfunktion {\displaystyle x\mapsto |x|} ist an der Stelle {\displaystyle x=0} nicht differenzierbar. Der zugehörige Funktionsgraph hat an dieser Stelle einen „Knick“, so dass es hier sinnlos ist, von der Tangente zu sprechen.
Ist eine Funktion an einer Stelle {\displaystyle x_{0}} ihres Definitionsbereichs zwar nicht differenzierbar, strebt der Wert der Ableitungsfunktion für {\displaystyle x\to x_{0}} betragsmäßig jedoch gegen Unendlich, so hat der Funktionsgraph an dieser Stelle eine senkrechte Tangente (eine Parallele zur y-Achse, also keine lineare Funktion, als Tangente). Ein Beispiel hierfür ist die Funktion:
{\displaystyle f(x)={\begin{cases}{\sqrt[{3}]{x-2{,}5}}&{\text{falls }}2{,}5\leq x,\\-{\sqrt[{3}]{-(x-2{,}5)}}&{\text{falls }}x<2{,}5.\end{cases}}}
Diese ist zwar für alle reellen Zahlen definiert, aber an der Stelle {\displaystyle x_{0}=2{,}5} nicht differenzierbar. Dort liegt eine senkrechte Tangente vor.
Als Wendetangente bezeichnet man eine Tangente, die durch einen Wendepunkt einer Funktion verläuft. Dabei „durchdringt“ bzw. „durchsetzt“ sie den Funktionsgraphen, der von einer Halbebene (bezüglich der Tangente) in die andere Halbebene wechselt. Dennoch fasst man diesen Punkt als Berührpunkt und nicht als Schnittpunkt auf, da die Steigung von Funktion und Gerade übereinstimmen.

## Differentialgeometrie

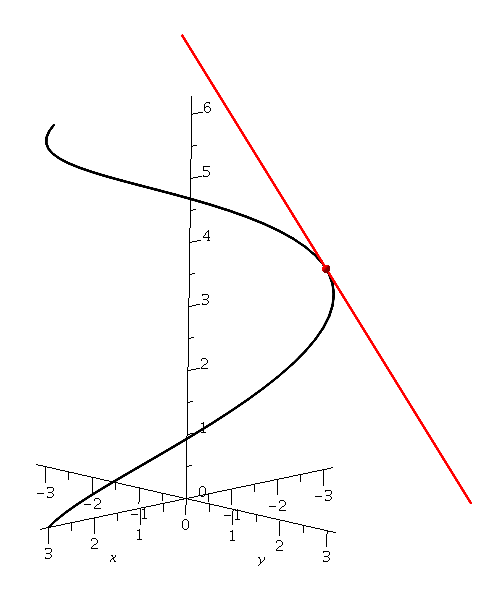
Raumkurve mit Tangente

Eine (reguläre) Kurve im {\displaystyle \mathbb {R} ^{n}} sei durch eine auf dem reellen Intervall {\displaystyle [a,b]} definierte Funktion {\displaystyle \gamma \colon [a,b]\to \mathbb {R} ^{n}} mit {\displaystyle |\gamma '(t)|\neq 0} für alle {\displaystyle t\in [a,b]} gegeben. Ist {\displaystyle \gamma (t_{0})} (mit {\displaystyle t_{0}\in [a,b]}) ein Kurvenpunkt, so nennt man die erste Ableitung von {\displaystyle \gamma } an der Stelle {\displaystyle t_{0}} (also {\displaystyle \gamma '(t_{0})}) einen Tangentialvektor. Eine Kurventangente in diesem Punkt ist eine Gerade durch den Punkt {\displaystyle \gamma (t_{0})}, die die gleiche Richtung wie der Tangentialvektor hat.

## Synthetische und endliche Geometrie
In der synthetischen Geometrie und der endlichen Geometrie kann der Begriff „Tangente“ für geeignete Mengen allein mit Begriffen der Inzidenz, also ohne Differenzierbarkeitsvoraussetzungen definiert werden:
1. Für eine quadratische Menge, in einer projektiven Ebene ist eine Tangente eine Gerade, die mit dieser Menge genau einen Punkt gemeinsam hat oder ganz in ihr enthalten ist.
2. Mit dieser Definition existiert speziell für ein Oval in einer projektiven Ebene in jedem Punkt des Ovals genau eine Tangente. Keine Gerade hat mit dem Oval mehr als zwei Punkte gemein.
3. Analytisch bedeutet dies für eine projektive Quadrik über einer papposschen projektiven Ebene, die dem Fano-Axiom genügt, dem wichtigsten Spezialfall einer quadratischen Menge: Eine projektive Gerade ist genau dann Tangente der Quadrik, wenn der Koeffizientenvektor der Geraden die homogene quadratische Gleichung erfüllt, die die Quadrik (als Punktmenge) definiert.

Der dritte Fall ist für die reelle euklidische Ebene, wenn man sie als affinen Ausschnitt der reellen projektiven Ebene mit dem Standardskalarprodukt ansieht, gleichbedeutend dazu, dass der Gradient der Funktionsgleichung, die die Quadrik definiert, in dem Punkt, in der die Gerade die Quadrik berührt, ein Normalenvektor dieser Geraden ist. Insofern lässt sich ein, gegenüber dem reellen, durch Ableitung definierten verallgemeinerter, „algebraischer“ Tangentenbegriff auch durch formale Gradientenberechnung bilden.
Vergleiche hierzu auch die Abbildung in der Einleitung: Der mit dem Rechter-Winkel-Symbol gekennzeichnete Radius des Kreises stellt gleichzeitig die Richtung eines Normalenvektors der eingezeichneten Tangente und (vom Mittelpunkt zum Berührpunkt orientiert) die Richtung des Gradienten der Kreisgleichung in deren Berührpunkt dar.

## Tangente an Parabel

### Konstruktion
Es beginnt mit dem Eintragen des Graphen, beispielsweise der Parabel {\displaystyle y={\tfrac {1}{4}}x^{2}} (Bild 1) mit dem Abstand {\displaystyle |FS|=1}; darin ist {\displaystyle F} der Brennpunkt und {\displaystyle S} der Scheitelpunkt. Der frei gewählte Punkt {\displaystyle P} auf der Parabel wird mit {\displaystyle F} verbunden. Es folgen der Kreis {\displaystyle k_{1}} um {\displaystyle P} mit Radius {\displaystyle |PF|} und der Kreis {\displaystyle k_{2}} um {\displaystyle F} mit gleichem Radius; Schnittpunkt ist {\displaystyle A} auf der Mittelachse. Abschließend wird eine Gerade durch die Punkte {\displaystyle A} und {\displaystyle P} gezogen. Aufgrund dessen, dass das Dreieck {\displaystyle AFP} gleichschenklig und die Hälfte einer Raute ist (siehe Bild 2), wirkt die Gerade (rot) als Winkelhalbierende und liefert somit die Tangente im Punkt {\displaystyle P}.

### Nachweis
Der Punkt {\displaystyle P} ist – nach Definition – dann ein Punkt einer Parabel, wenn sein Abstand zur Leitlinie {\displaystyle |Pl|} gleich dem Abstand {\displaystyle |PF|} zum Brennpunkt ist. Die Tangente ist die Winkelhalbierende {\displaystyle wh} der Winkelweite, die von den Winkelschenkeln {\displaystyle |Pl|} und {\displaystyle |PF|} eingeschlossen ist.
Vergleicht man Bild 2 mit Bild 1, so ist erkennbar: Der Kreis {\displaystyle k_{1}} im Bild 1 stellt, wegen {\displaystyle |PF|=|Pl|}, den Bezug zur nicht eingezeichneten Leitlinie {\displaystyle l} her. Dagegen liefert der Kreis {\displaystyle k_{2}} den Punkt {\displaystyle A}. Wegen {\displaystyle |Pl|=|PF|=|FS|} und den gleichen Innenwinkel der angedeuteten Raute, ist die Gerade (rot) durch {\displaystyle A} und {\displaystyle P} die gesuchte Winkelhalbierende {\displaystyle wh} und somit auch die Tangente im Punkt {\displaystyle P}.

## Tangente an Ellipse

Konstruktion, Tangente an Ellipse mittels drei gleichen Kreisen

### Konstruktion
Auf einer gegebenen Ellipse {\displaystyle e} mit den Brennpunkten {\displaystyle F_{1}} und {\displaystyle F_{2}} wird zuerst ein beliebiger Punkt {\displaystyle P} auf der Ellipse bestimmt. Eine Halbgerade ab dem Punkt {\displaystyle F_{2}} durch {\displaystyle P} schließt sich an. Nach dem Verbinden des Punktes {\displaystyle P} mit {\displaystyle F_{1}} folgt ein Kreis {\displaystyle k_{1}} um {\displaystyle P} mit dem Radius {\displaystyle |PF_{1}|}; Schnittpunkt mit der Halbgeraden ist {\displaystyle F'}. Nun zieht man den Kreis {\displaystyle k_{2}} um {\displaystyle F'} mit gleichem Radius und ebenso den Kreis {\displaystyle k_{3}} um {\displaystyle F_{1}}; dabei ergibt sich der Schnittpunkt {\displaystyle A}. Abschließend wird eine Gerade (rot) – die gesuchte Tangente – durch die Punkte {\displaystyle A} und {\displaystyle P} gezogen.

### Nachweis
Der Punkt {\displaystyle P} ist – nach Definition – nur dann ein Punkt einer Ellipse, wenn die Gerade, die durch ihn geht, die Winkelhalbierende {\displaystyle wh} des Winkels {\displaystyle F_{1},P,F'} ist.
Da die beiden Kreise {\displaystyle k_{1}} und {\displaystyle k_{2}} mit dem Schnittpunkt {\displaystyle A} die Halbierung des Außenwinkels {\displaystyle F_{1},P,F'} der Brennstrahlen ({\displaystyle |F_{1}P|} und {\displaystyle |F_{2}P|}) vorbereitet haben, ist die Gerade (rot) eine Winkelhalbierende {\displaystyle wh} dieses Winkels und somit die Tangente im Punkt {\displaystyle P}.